# Fundamentale elektronische Bibliothek „Russische Literatur und Folklore“
Die Fundamentale elektronische Bibliothek „Russische Literatur und Folklore“ (FEB) (russisch Фундаментальная электронная библиотека «Русская литература и фольклор», Fundamentalnaja elektronnaja biblioteka «Russkaja literatura i folklor») ist eine seit dem 1. Juli 2002 präsente digitale Online-Bibliothek im russischen Internet.

## Struktur
Thematisch ist die Bibliothek eingeteilt in
- Russische Literaturwissenschaft
- Alte Russische Literatur ab dem 11. Jahrhundert
- Klassiker des
  - 18. Jahrhunderts
  - 19. Jahrhunderts
  - 20. Jahrhunderts
- Folklore. Das sind altrussische Heldengedichte, Lieder und Märchen.

## Inhalte (Auswahl)
Die Abteilung Alte Russische Literatur enthält zum Beispiel das Igorlied und den Originaltext Des Lebens des Protopopen Awwakum.
Die Abteilungen 18. bis 20. Jahrhundert enthalten unter anderen Originaltexte der Werke folgender Klassiker:
- 18. Jahrhundert: Lomonossow, Derschawin und Karamsin.
- 19. Jahrhundert: Puschkin, Lermontow, Alexander Gribojedow, Fjodor Tjuttschew, Wassili Schukowski, Gogol, Konstantin Batjuschkow, Dostojewski, Jewgeni Baratynski, Leo Tolstoi, Tschechow und Iwan Gontscharow.
- 20. Jahrhundert: Alexander Blok, Ossip Mandelstam, Majakowski, Gorki, Sergei Jessenin und Scholochow.

Zudem erweist sich die Datenbank auf der Suche nach scheinbaren Nebendingen – zum Beispiel nach antiquarischen russischen Zeitschriften oder knappen biografischen Einträgen et cetera – als Fundgrube.
Die Bibliothek ist für die Speicherung multimedialer Inhalte konzipiert. Dringt der Nutzer ins Datenbankinnere vor, wird anstelle der optionalen englischsprachigen Oberfläche bald nur noch die russische bereitgestellt (gemeint ist der Stand vom März 2017).